# Ebertius
Ebertius is een geslacht van kevers uit de familie van de loopkevers (Carabidae). De wetenschappelijke naam van het geslacht is voor het eerst geldig gepubliceerd in 1965 door Jedlicka.

## Soorten
Het geslacht Ebertius is monotypisch en omvat slechts de volgende soort:
- Ebertius nepalensis Jedlicka, 1965